# Hare Sürel
Hare Sürel (Göztepe, Kadıköy, İstanbul, 5 de març de 1983) és una actriu turca de teatre, sèries de TV i cinema. És graduada del Conservatori Estatal d'Istanbul, departament de teatre. Viue a Göztepe, Kadıköy des de nàixer.

## Filmografia
- Canımın İçi (2012)
- Pek Yakında ("Coming Soon", 2014)[4]
- Fakat Müzeyyen Bu Derin Bir Tutku (2014)